# 1986년 김포국제공항 폭탄 테러
김포국제공항 폭탄 테러 사건(영어: Gimpo Internatioanl Airport Bombing)은 1986년 9월 14일 김포국제공항 청사 앞에서 의문의 폭발물이 폭발하여 일가족 5명이 사망하고 30여명이 중경상을 입은 사건으로 1986년 아시안 게임 개막을 5일 앞두고 발생하면서 아시안 게임을 방해하려는 북한의 테러로 추측되었으나 이렇다할 뚜렷한 증거는 발견되지 않았다.

## 사건경위 및 조사과정
사건 현장을 조사한 경찰은 건전지 2개와 전기줄, 철제 신관, 테이프 등 파편 30여점을 수거했으며 테러범이 5번과 6번 출입구의 인도와 횡단보도 쪽으로 파편이 비산하도록 폭파 각도를 맞춘 것으로 추정하였다. 
특히 사건이 발생한 5번과 6번 출입문 사이가 공항버스 정류장과 택시 승강장이 있어 평소에도 인파가 붐비는 데다 특히 외국인보다 한국인들이 많은 장소라는 것을 테러범이 계획적으로 노리고 폭발물을 설치한 것으로 보인다.
또 폭발 후에 잿빛 연기가 났다는 목격자들의 증언을 토대로 폭발물의 종류는 콤퍼지션-4(흔히 말하는 C-4)로 잠정 확정되었다. 참고로 콤퍼지션-4는 3년 전인 1983년 미얀마의 옛 수도이자 현 최대 도시인 양곤에서 발생했던 북한 소행의 테러인 아웅산 묘역 테러 사건에서 사용된 폭발물로 당시 민간용으로는 이 폭약을 사용할 수 없었다는 점을 통해 당국은 이 사건도 북한의 소행으로 단정지었다.
폭탄 테러 특성상 현장 보존이 상당히 중요하지만 당국의 대처는 매우 초보적인 수준이라 사진에서 보는 것과 같이 사건 발생 직후 가장 기본적인 현장 인원 통제조차도 제대로 이루어지지 않는 등 거의 패닉 상태였으며 1986년 아시안 게임을 앞두고 대한민국에 외국 선수단이 몰려오는 데다가 사건 발생 다음날에는 후안 안토니오 사마란치 당시 국제올림픽위원회 위원장도 방한할 예정이었기 때문에 당국에서는 국가 이미지 관리 상 사건 현장을 빨리 정리하는 게 급선무라고 생각하고 청소부들을 불러 잔해들을 무단으로 치우고 현장을 청소해 버렸다.
이 때문에 사건 현장 보존은 실패하였고 범행 용의점이 있는 내외국인의 출국을 막고 연행, 조사했으나 아무 혐의점을 찾지 못하였으며 당시에는 가장 큰 돈인 천만원의 포상금을 걸고 인터폴 회원국에도 수사 협조를 요청했으나 결국 범인은 물론 범행 목적도 밝혀내지 못한 채 미제사건으로 종결되었다.

## 결말
그러다가 사건 발생으로부터 23년 후인 2009년에서야 이 사건의 범인과 전모가 드러났는데 월간조선 2009년 3월호에 아부 니달(본명은 사브리 알 바나)을 범인으로 지목한 기사가 실렸다.
아부 니달은 팔레스타인 출신으로 1985년 로마 피우미치노 공항, 빈 국제공항 습격과 1986년 팬아메리칸 월드 항공 73편 납치 사건 등을 주도했고 온건파인 PLO 의장 야세르 아라파트의 측근까지도 서슴지 않고 죽였던 '사막의 독사'라고 불리던 인물이며 진실·화해를위한과거사정리위원회는 관련 자료들을 통해 아부 니달이 북한의 청부를 받고 그 하수인들을 대한민국에 잠입시켜 폭탄 테러를 일으킨 것으로 판단했다.

## 같이 보기
- 아웅 산 묘역 테러 사건 (1983년)
- 대한항공 858편 폭파 사건 (1987년)